# Kragujevac
Kragujevac (en cirílico, Крагујевац; pronunciado [ˈkrǎɡujevats] (escucharⓘ), /kráguyevats/) es la cuarta ciudad más grande de Serbia después de Belgrado, Novi Sad y Niš, y el centro administrativo del distrito de Šumadija. Está situada a orillas del río Lepenica. La ciudad era conocida como Kraguyevca (pronunciado [kragujevdʒa]) o Karacofça (pronunciado [karadʒoftʃa]) durante el dominio otomano.
A pesar de su fundación relativamente tardía (1476), Kragujevac fue pionera en muchos aspectos. Fue la primera capital de la Serbia moderna (1818-1839), y la primera constitución de los Balcanes se proclamó en esta ciudad en 1835. Más adelante, la primera universidad de Derecho de la recién independizada Serbia fue fundada en 1838, precedida por la primera escuela de gramática (Gimnazija), en 1833, así como el Teatro Nacional (1835) y la Academia Militar (1837). 
Belgrado tomó la delantera al convertirse en la sede del trono en 1841. La Universidad de Kragujevac no se restableció hasta 1976. La Kragujevac contemporánea es conocida por sus fábricas de armas, munición, y sobre todo la sede del conglomerado industrial Zavodi Crvena Zastava, la factoría de automóviles Zastava Automobili, que produjo los populares coches Zastava (en otros mercados comercializados como Yugo), y que fue adquirida por el Grupo Fiat en 2008.

## Etimología
El nombre de la ciudad deriva de la palabra serbia "kraguj", que viene a describir un tipo de halcón, así que su nombre puede interpretarse como "lugar de halcones". Algunos mapas antiguos muestran el nombre como Krakow.

## Geografía

### Municipios
Kragujevac está dividida en cinco municipios, que son los siguientes:
- Aerodrom
- Pivara
- Stanovo
- Stari Grad
- Stragari

### Clima
Kragujevac tiene un clima oceánico (según la clasificación climática de Köppen Cfb) y con una temperatura media de julio de 21.9 °C (71.4 °F), cayendo solo 0.1 °C por debajo de un clima subtropical húmedo (clasificación climática de Köppen: Cfa). Los vientos soplan con una mayor frecuencia desde el suroeste y el noroeste, mientras que a menudo soplan desde el sureste en enero, febrero y marzo.
| Parámetros climáticos promedio de Kragujevac                                        | Parámetros climáticos promedio de Kragujevac | Parámetros climáticos promedio de Kragujevac | Parámetros climáticos promedio de Kragujevac | Parámetros climáticos promedio de Kragujevac | Parámetros climáticos promedio de Kragujevac | Parámetros climáticos promedio de Kragujevac | Parámetros climáticos promedio de Kragujevac | Parámetros climáticos promedio de Kragujevac | Parámetros climáticos promedio de Kragujevac | Parámetros climáticos promedio de Kragujevac | Parámetros climáticos promedio de Kragujevac | Parámetros climáticos promedio de Kragujevac | Parámetros climáticos promedio de Kragujevac |
| Mes                                                                                 | Ene.                                         | Feb.                                         | Mar.                                         | Abr.                                         | May.                                         | Jun.                                         | Jul.                                         | Ago.                                         | Sep.                                         | Oct.                                         | Nov.                                         | Dic.                                         | Anual                                        |
| ----------------------------------------------------------------------------------- | -------------------------------------------- | -------------------------------------------- | -------------------------------------------- | -------------------------------------------- | -------------------------------------------- | -------------------------------------------- | -------------------------------------------- | -------------------------------------------- | -------------------------------------------- | -------------------------------------------- | -------------------------------------------- | -------------------------------------------- | -------------------------------------------- |
| Temp. máx. abs. (°C)                                                                | 20.6                                         | 24.2                                         | 29.4                                         | 31.4                                         | 35.4                                         | 39.4                                         | 43.9                                         | 40.4                                         | 37.4                                         | 32.6                                         | 27.6                                         | 21.0                                         | 43.9                                         |
| Temp. máx. media (°C)                                                               | 5.2                                          | 7.3                                          | 12.5                                         | 17.8                                         | 23.0                                         | 26.1                                         | 28.7                                         | 28.8                                         | 24.0                                         | 18.5                                         | 11.6                                         | 6.2                                          | 17.5                                         |
| Temp. media (°C)                                                                    | 0.9                                          | 2.3                                          | 6.6                                          | 11.7                                         | 16.7                                         | 20.0                                         | 21.9                                         | 21.5                                         | 16.9                                         | 11.9                                         | 6.4                                          | 2.1                                          | 11.6                                         |
| Temp. mín. media (°C)                                                               | -2.6                                         | -1.9                                         | 1.8                                          | 5.9                                          | 10.6                                         | 13.8                                         | 15.3                                         | 15.1                                         | 11.3                                         | 7.1                                          | 2.5                                          | -1.1                                         | 6.5                                          |
| Temp. mín. abs. (°C)                                                                | -27.6                                        | -23.8                                        | -18.3                                        | -5.8                                         | -0.6                                         | 2.7                                          | 7.2                                          | 4.6                                          | -2.2                                         | -6.6                                         | -16.4                                        | -20.7                                        | -27.6                                        |
| Precipitación total (mm)                                                            | 38                                           | 37                                           | 42                                           | 54                                           | 59                                           | 76                                           | 58                                           | 59                                           | 52                                           | 49                                           | 49                                           | 46                                           | 618                                          |
| Fuente: «www.hidmet.gov.rs» (en serbio). Consultado el 25 de febrero de 2017.</ref> |                                              |                                              |                                              |                                              |                                              |                                              |                                              |                                              |                                              |                                              |                                              |                                              |                                              |

## Historia
Más de 200 sitios arqueológicos en la región de Šumadija confirman que los primeros asentamientos humanos de la región se produjeron hace unos 40.000 años, durante el Paleolítico.
Kragujevac fue mencionada por primera vez en el período medieval, en relación con una plaza pública construida en el asentamiento, mientras que la primera mención escrita de la ciudad fue en un documento turco de 1476. Esta mención se refería al asentamiento como "aldea de Kragujevdza". 
La ciudad comenzó a prosperar después de la liberación de Serbia de la dominación turca, en 1818, cuando el príncipe Miloš Obrenović la proclamó capital del nuevo Principado de Serbia. La primera constitución serbia se proclamó en ella en 1835. La primera ley sobre la imprenta fue aprobada también en Kragujevac en 1870, cuando la prosperidad de la ciudad le acercó a otras capitales europeas de la época.
El punto de inflexión en su desarrollo general se produjo en 1851, cuando comenzó la fundición para la producción de cañones, comenzando una nueva era en el desarrollo económico de la ciudad. La principal industria en los siglos XIX y XX fue la militar. Kragujevac se convirtió en uno de los mayores exportadores de Serbia en 1886, cuando el eje ferroviario Belgrado - Nis conectó a través de Kragujevac. 
Hacia 1900 la ciudad tenía contabilizada una población de 14 160 habitantes. Durante la Primera Guerra Mundial, Kragujevac volvió a ser la capital de Serbia entre 1914 y 1915, y la sede de muchas instituciones estatales -incluso el mando supremo del ejército serbio fue ubicado en el edificio del Palacio de Justicia. Durante la guerra, Kragujevac perdió el 15% de su población.

### Masacre de Kragujevac
Durante la Segunda Guerra Mundial, los nazis cometieron la masacre de Kragujevac, el asesinato sistemático de  entre 6000 y 8000 personas entre el 19 y el 21 de octubre de 1941, en represalia por un ataque partisano sobre soldados alemanes. Entre los muertos hubo una generación entera de niños, sacados directamente de la escuela. El monumento a los alumnos ejecutados es un símbolo de la ciudad. Esta atrocidad inspiró un poema titulado "Krvava bajka" (cuento de hadas sangriento), compuesto por Desanka Maksimović, una poetisa serbia muy conocida en la ex Yugoslavia. 
En el período posterior a la guerra, Kragujevac tuvo un importante desarrollo industrial. Sus principales exportaciones eran turismos, camiones y vehículos industriales, armas de caza, cadenas industriales, cuero y textiles. La mayor industria de la ciudad fue Zastava, que dio empleo a decenas de miles de yugoslavos. Esta factoría sufrió debido a las sanciones económicas durante la era Milosević, y fue casi destruida por los bombardeos de la OTAN de 1999. A pesar del acuerdo con el fabricante italiano de automóviles Fiat, y la probable renovación de la fábrica, la ciudad sufre actualmente una alta tasa de desempleo. 
Desde 1976, Kragujevac ha crecido como centro universitario. La Universidad de Kragujevac incluye las facultades de Medicina, Ingeniería, Derecho, Economía, Filología, Arte, Ciencias Naturales y Matemáticas.

## Demografía
Según datos del último censo de la República de Serbia, llevado a cabo en 2002, la población de Kragujevac era de 175 577 habitantes repartidos entre las siguientes etnias:
| Etnia      | Número  |
| ---------- | ------- |
| Serbios    | 170 147 |
| Romaníes   | 1154    |
| Yugoslavos | 401     |
| Macedonios | 326     |
| Croatas    | 204     |
| Musulmanes | 151     |
| Otras      | 3197    |
| Total      | 175 577 |

## Economía

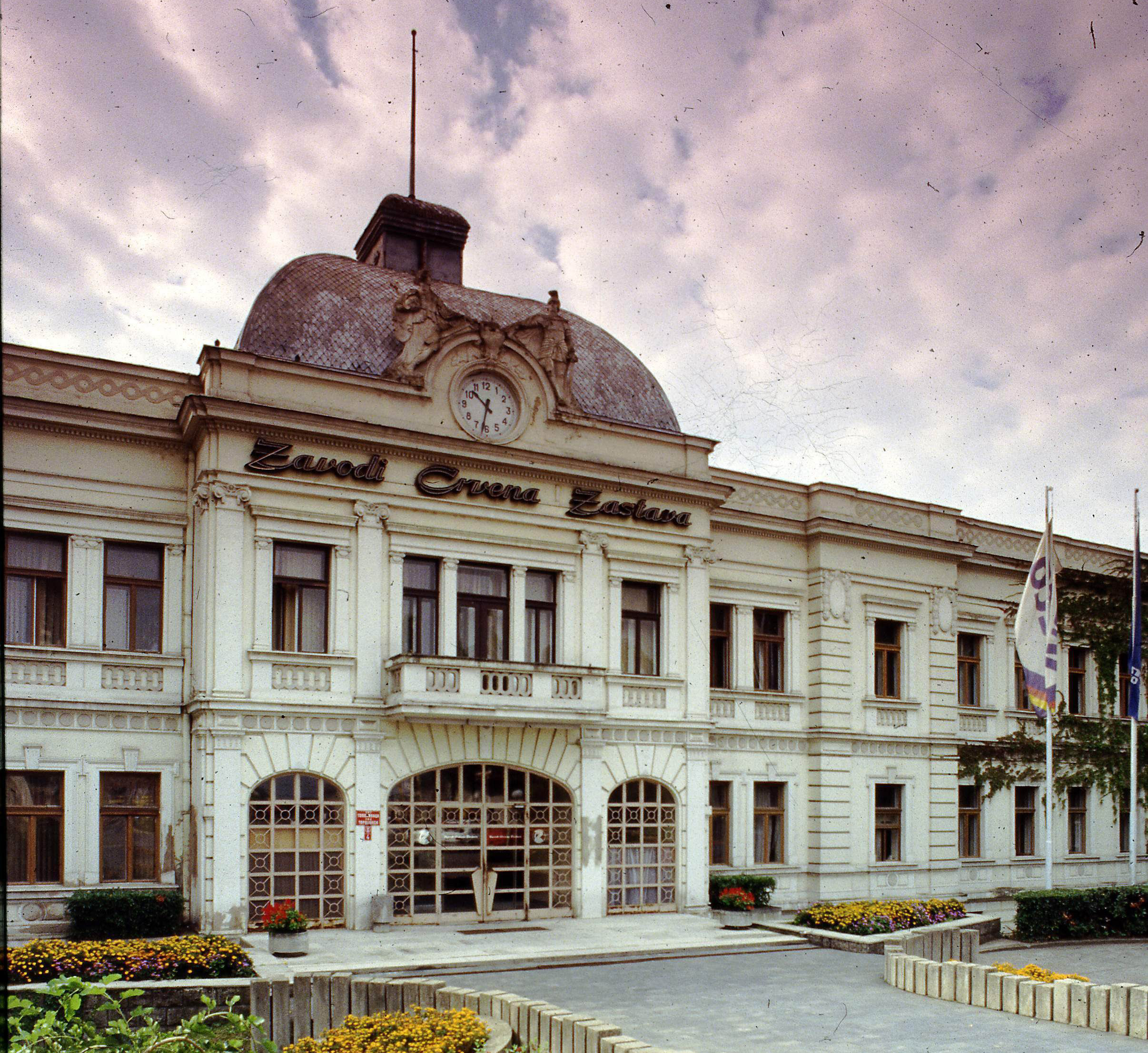
Puerta principal de la factoría de Zastava.

Kragujevac ha sido un importante centro industrial y comercial en Serbia desde el siglo XVIII. La industria de la ciudad ha estado fuertemente relacionada con la producción de automóviles y la fabricación de armas de fuego, a cargo del conglomerado industrial estatal yugoslavo Zavodi Crvena Zastava, que agrupaba las divisiones de armas, automóviles y camiones, privatizadas en la época moderna. Zastava Automobili fue fundada en 1953, y producía el conocido vehículo Yugo. Zastava, que fue parcialmente destruida por los bombardeos de la OTAN de 1999 fue vendida por el gobierno serbio al Grupo Fiat en 2008, realizando una importante inversión en la factoría, rebautizada como Fiat Automobili Srbija. La fábrica de armas Zastava Oružje se fundó en 1853 y desde entonces ha crecido hasta convertirse en el principal fabricante de Serbia de armas de fuego, a través de la corporación Zastava Arms.

## Edificios y monumentos
- La Antigua iglesia de la Venida del Espíritu Santo, construida en 1818, como parte de la corte del Príncipe Miloš. Su interior fue decorado entre 1818 y 1822. El campanario se construyó en 1907.
- El Antiguo Parlamento, construido en el patio de la iglesia en la que se celebró la reunión parlamentaria de 1859. Muchos eventos de gran importancia histórica, como la verificación de la decisión del Congreso de Berlín sobre la independencia de Serbia, tuvieron lugar allí. Después de someterse a la reconstrucción en 1992, el edificio fue convertido en museo.
- El Konak Amidža, mandado construir por el Príncipe Miloš en 1820 como casa residencial. Es uno de los mejores ejemplos de arquitectura regional de Serbia. En la actualidad alberga una exposición del Museo Nacional.
- El Konak del príncipe Miloš fue construido en 1860. Su arquitectura se basa en la tradición local con conceptos europeos. El edificio es ahora el Museo Nacional.
- El Gimnazija (Instituto) fue construido entre 1885 y 1887 según los planos del Ministerio de Ingeniería Civil. Es uno de los edificios más antiguos de la ciudad diseñado en un estilo europeo, en la tradición de la Gimnazija más antigua de Serbia desde 1833. Algunos famosos científicos de Serbia, artistas y políticos han sido educados en esta escuela.
- El Parque memorial Šumarice, ubicado en Šumarice, conmemora los trágicos acontecimientos del 21 de octubre de 1941.
- El Museo de Zastava, que se encuentra dentro de la fundición de armas antiguas y exhibe la historia del desarrollo industrial de la ciudad.

## Ciudades hermanadas
Las ciudades hermanadas con Kragujevac, y sus fechas de emparejamiento son las siguientes:
- Suresnes (Francia)- 1967
- Piteşti (Rumania)- 1971
- Bydgoszcz (Polonia)- 1971
- Ohrid (Macedonia del Norte)- 2001
- Bielsko-Biała (Polonia)- 2002
- Springfield (Estados Unidos)- 2002
- Reggio Emilia (Italia)- 2004
- Mogilev (Bielorrusia)- 2006
- Jericó (Palestina)- 2012